# Parque Łazienki
El Parque Real Łazienki (en polaco, Park Łazienki Królewskie) es el parque público más grande de Varsovia (Polonia). Se extiende por un área de cerca de 80 ha. Alberga un conjunto palaciego y cuenta con un lago y un jardín botánico. Se encuentra ubicado en el límite sur del distrito de Śródmieście, sobre la avenida Ujazdów (Aleje Ujazdowskie), y forma parte de la llamada «Ruta Real» (Trakt Królewski) de la capital polaca. 
Es famoso por albergar el monumento al compositor Fryderyk Chopin y algunos palacetes e interesantes pabellones: el Palacio en la Isla, el Palacio Belvedere, el Anfiteatro, la Casa Blanca, el Templo de Diana, entre otros. La mayoría de estos edificios han sido transformados en museos en las últimas décadas.

## Historia
Fue fundado en el siglo XVII por el arquitecto Tylman van Gameren en estilo barroco para el gran mariscal Stanisław Lubomirski. Tomó el nombre Łazienki (baños, en polaco) debido al sofisticado pabellón de baño que existía en ese entonces sobre la isla en el lago del parque. 
Fue adquirido en 1764 por Estanislao Augusto Poniatowski al ser nombrado rey de Polonia, quien transformó el pabellón de baño en un palacio y lo hizo su residencia oficial. Además ordenó levantar en los alrededores del lago otros edificios en estilo clasicista a los arquitectos Dominik Merlini, Johann Christian Kamsetzer y Jan Christian Schuch. 
La mayoría de las construcciones del parque fueron quemadas por el ejército alemán en 1944 tras el Alzamiento de Varsovia. Afortunadamente, los fundamentos de los edificios permanecieron en buen estado y su reconstrucción se realizó en los primeros años de la posguerra.

## Principales construcciones

### Palacios

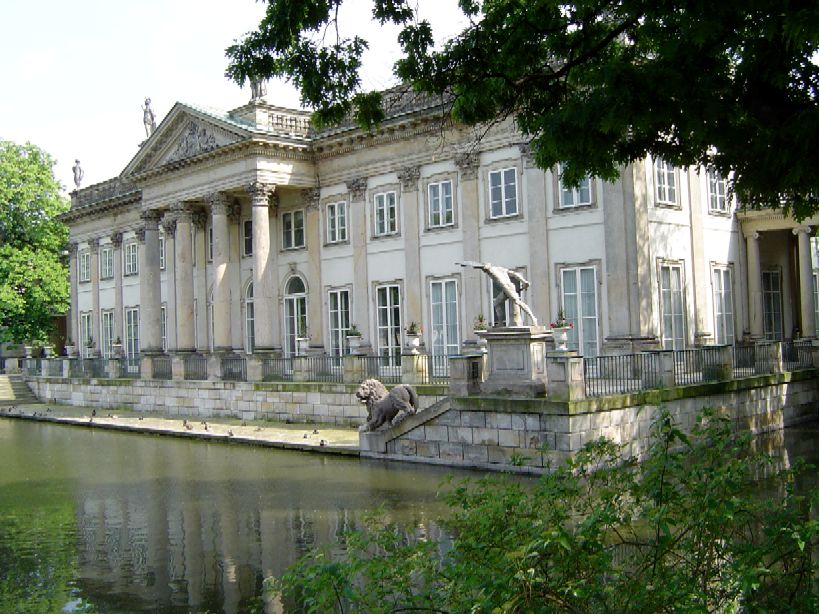
El Palacio en la Isla.

- El Palacio en la Isla (Pałac na Wyspie) o Palacio sobre el Agua, inicialmente un pabellón de baño, fue transformado por el arquitecto Dominik Merlini entre 1772 y 1793 en un bello palacio de estilo clasicista como residencia del rey Estanislao II. Se encuentra sobre una isla artificial en el lago del parque y cuenta con dos puentes que lo unen con tierra firme. En la planta baja se encuentran el salón de Baco, los baños reales, el salón de baile, la habitación de los retratos, el salón de Salomón, una galería de pinturas, la capilla del palacio y el comedor. En la planta alta están los apartamentos reales, otra galería de pinturas, la habitación del balcón, la habitación del rey, los aposentos reales, el guardarropa y la habitación de los oficiales. Como principales motivos de ornamento se utilizaron relieves y mosaicos holandeses. El mobiliario y las pinturas son de estilo clasicista.

- La Casa Blanca (Biały Dom) fue construida por Merlini entre 1774 y 1776 como residencia de verano (más tarde casa de la amante del rey Estanislao II, Elzbieta Grabowska). Se encuentra en el extremo oeste del Paseo Real (Promenada Królewska), cuyo otro extremo termina en el Palacio en la Isla. Tiene planta cuadrangular y muestra la misma forma en todas las fachadas. El interior está decorado con frescos de Jan Bogumił Plersch y Jan Ścisło. Otro residente famoso de este palacete fue el rey Luis XVIII, quien vivió entre 1801-1805 ahí durante su exilio a causa de la Revolución francesa.

- El Palacio Myślewicki debe su nombre al pueblo de Myślewice. Fue construido por Merlini entre 1775 y 1779 para el sobrino del rey Estanislao II, el príncipe Józef Poniatowski, cuyas iniciales están inscritas sobre la entrada principal. Su interior está adornado con pinturas del siglo XVIII.

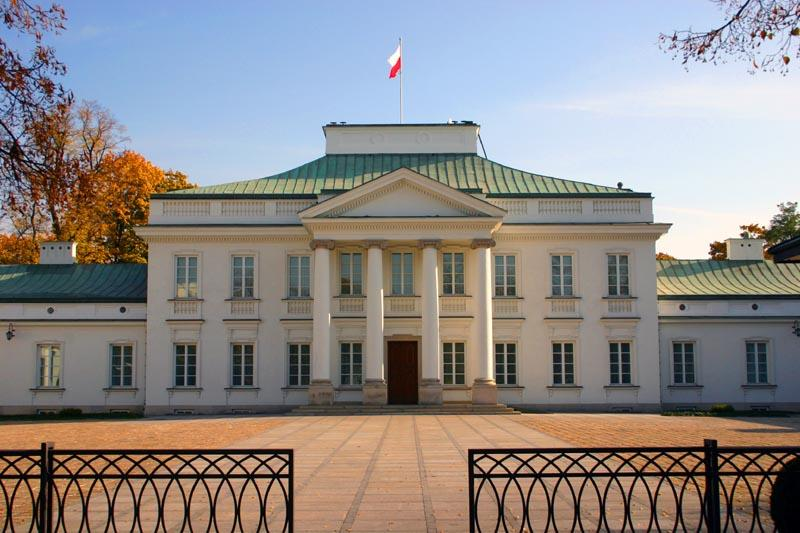
El Belvedere

- El Palacio Belvedere (Belweder), que data de 1660, se encuentra directamente en la avenida Ujazdów sobre una colina en el extremo occidental del parque. Fue reconstruido por Jan Kubicki en estilo clásico en 1767. Utilizado previamente como una fábrica de porcelana, entre 1817 y 1830 sirvió como residencia del gran duque Constantino, hermano del zar Alejandro I de Rusia. En el periodo de entreguerras y décadas más tarde, entre 1989 y 1994, sirvió como residencia oficial de los presidentes de Polonia. Actualmente es utilizado para ceremonias oficiales del gobierno polaco y cuenta con un museo dedicado al mariscal Józef Piłsudski. Este palacio ha sido utilizado como modelo para muchos otros palacetes de la aristocracia polaca.

### Esculturas
- Monumento de Fryderyk Chopin: la estatua fue realizada por el escultor Wacław Szymanowski en 1908 a la memoria del más importante compositor y pianista polaco, Fryderyk Chopin. El impresionante monumento en estilo modernista fue terminado, sin embargo, en 1926. Representa a Chopin sentado bajo un sauce, cuya copa ha sido fuertemente desplazada a un lado por la acción del viento; enfrente se encuentra un estanque circular. El monumento se halla cerca de la entrada principal al parque y es visible desde la avenida Ujazdów. Cada fin de semana se dan en sus inmediaciones conciertos de piano para los visitantes.
- Monumento de Juan III Sobieski: fue erigido el 14 de septiembre de 1788 por el 105.º aniversario de la liberación de Viena de manos de los otomanos. Se encuentra en la calle Agrícola, límite norte del parque, en un puente sobre el lago del parque. Fue esculpido por Franciszek Pinck bajo las indicaciones de André Le Brun, responsable del proyecto. El monumento representa al Rey polaco y Gran Duque lituano Juan III Sobieski montando a caballo, bajo el que se encuentra un otomano vencido.

- Monumento de Henryk Sienkiewicz: fue hecho por el escultor Gustaw Zemła y desvelado el 5 de mayo de 2000 en honor al premio nobel de literatura Henryk Sienkiewicz.

- Monumento de Józef-Piłsudski: creación de Stanisław Ostrowski. Se encuentra en el parque desde 1998, al sur del Monumento de Chopin. Józef Piłsudski, mariscal de las legiones polacas en el Imperio austrohúngaro que posibilitaron el restablecimiento de la independencia del Estado polaco tras la Primera Guerra Mundial, fue el primer presidente de la Segunda República Polaca. En 1920 en la invasión soviética a Polonia dirigió las tropas que lograron detener y vencer a los soviéticos en el río Vístula. Piłsudski, además, residió en el cercano Palacio Belvedere entre 1918-1922 y 1926-1935 como jefe de Estado de Polonia.

### Museos
- Museo de la Emigración Polaca
- Museo de Caza e Hípica